# Forward Observations Group
Forward Observations Group (сокращенно FOG) — бренд тактического снаряжения, основанный бывшим пехотинцем армии США Дерриком Бейлсом. Бренд активно ведет страницы в социальных сетях Instagram и YouTube о «стиле жизни военных». Группа побывала в Украине, Ираке и Сирии, чтобы установить связи с местными боевиками и снять фото и видео о российском вторжении в Украину и гражданской войне в Сирии.

## Отношение к конфликту в Украине и заявления российской стороны
По данным Vice news, в мае 2021 года фотографии Бейлса и других членов FOG в украинском регионе Донбасс привлекли критику и внимание СМИ за то, что они отметили членов ультранационалистического батальона «Азов», и вызвали вопросы о том, были ли FOG журналистами-документалистами или настоящими комбатантами. На одном из видеороликов члены группы были показаны на заднем сиденье автомобиля, едущего по шоссе, приближающемуся к Донецкому аэропорту, месту ожесточенных боев между украинскими правительственными войсками и поддерживаемыми Кремлем сепаратистами. На других постах были изображены тюки и другие члены группы, держащие в руках штурмовые винтовки и другое оружие.
11 марта 2022 года Министерство иностранных дел России опубликовало заявление, в котором «предупредило о возможных химических провокациях на Украине» и обвинило «спецслужбы» США и «радикальные украинские группировки» в подготовке атаки с применением химического оружия против Украины под чужим флагом, чтобы обвинить Россию. В заявлении, в частности, утверждалось, что в декабре 2021 года «украинские радикалы доставили в Донецкую область 200-литровые металлические бочки с иностранной маркировкой. Во время их разгрузки четверо украинских солдат получили тяжелые химические ожоги и отравление. Общую координацию доставки и складирования опасных грузов осуществляли сотрудники частного американского военного подрядчика Forward Observation Group (базирующейся в штате Невада)». В российском заявлении не было представлено никаких доказательств этих утверждений, которые были опровергнуты как Бейлсом, так и Государственным департаментом США, который назвал обвинения «абсурдными» и назвал их «ложным предлогом, который, как мы предупреждали, может быть изобретен Кремлем».
По данным Foreign Policy, «каналы социальных сетей, связанные с группой Вагнера, распространяют футболки с изображением солдата, наносящего удар кувалдой по голове рогатого скелета - логотипа Forward Observations Group». Это отсылка к убийству Евгения Нужина, который был подвергнут пыткам и казнен участниками ЧВК «Вагнер» по обвинению в государственной измене.
FOG также принимал активное участие в поставках медикаментов, снаряжения и денег для украинских бойцов и иностранных добровольцев.
13 июля 2023 года МИД России опубликовало «материалы, раскрывающие механизмы регулирования и направления деятельности частных военных компаний (ЧВК) США, Великобритании и Франции». Среди частных военных компаний упоминается также и Forward Observations Group.
На фоне украинского наступления в Курской области 16 августа 2024 года Forward Observations Group опубликовала в Instagram фото бойцов позирующих рядом с бронеавтомобилем HMMWV. На геолокации указана Курская область и подпись к публикации: «The boys in Kursk». В центре фото находится Деррик Бейлс. Российские СМИ называет боевиков «боевиками», а сам бренд частной военной компанией.